# Władimir Iljin (aktor)
Władimir Adolfowicz Iljin (ros. Владимир Адольфович Ильин; ur. 16 listopada 1947 w Swierdłowsku) – radziecki i rosyjski aktor teatralny i filmowy.

## Życiorys
Władimir Iljin urodził się w założonym w 1723 z ukazu cara Piotra I Jekaterynburgu, noszącym w okresie ZSRR nazwę Swierdłowsk – stolicy Uralu, czwartym pod względem wielkości mieście ZSRR.
Dzięki swojemu ojcu Adolfowi Aleksiejewiczowi (1923-1990) – aktorowi Swierdłowskiego Teatru Dramatycznego, od dzieciństwa związany był z aktorstwem. Matka – Zinajda Borisiewna (ur. 1923) – była lekarzem-pediatrą. Jego rodzice rozwiedli się, gdy Władimir był w wieku szkolnym. W latach 1965–1969 studiował w Swierdłowskim Państwowym Instytucie Teatralnym (ob. Jekaterynburski Państwowy Instytut Teatralny) w klasie prof. Grigoriana. Następnie przez kilka lat pracował w prowincjonalnych teatrach. W 1974 roku przeniósł się do Moskwy, gdzie rozpoczął pracę w teatrze im. Majakowskiego. Na deskach tego jednego z najstarszych radzieckich teatrów występował do 1989 roku, kiedy to jego kariera filmowa zaczęła nabierać wyrazistych kształtów.
W filmie zadebiutował zaraz po skończeniu studiów aktorskich w 1969 roku, jednak były to początkowo mało znaczące role i jego nazwiska próżno szukać w napisach. Swoją pierwszą, główną rolę otrzymał dopiero w 1986 roku w filmie Mój ulubiony klaun Jurija Kusznierowa. W 1989 roku reżyser Michaił Tumaniszwili powierzył mu jedną z głównych ról w filmie Awaria-córka gliniarza – jednym z głośniejszych filmów okresu „pieriestrojki”. Rok później (1990) wystąpił m.in. w filmie pt. Pogrzeb Stalina Jewgienija Jewtuszenki i Sukinsyny Leonida Fiłatowa. W 1991 roku partnerował Anthony Andrewsowi w radziecko-brytyjskim dramacie pt. Zaginiony na Syberii. Encore, jeszcze raz! Piotra Todorowskiego z 1992, Przypadki Makarowa z 1993 i Muzułmaninin z 1995 Władimira Chotinienki, Życie i nieprzyzwoite przygody żołnierza Iwana Czonkina Jiříego Menzla z 1994, role w obydwóch częściach filmu Spaleni słońcem (1994, 2011) i w Cyruliku syberyjskim z 1999 (w którym partnerował min. Richardowi Harrisowi) ugruntowały jego aktorską pozycję i uczyniły jednym z najpopularniejszych i najlepszych rosyjskich aktorów drugoplanowych. Podczas swojej kariery nie zaniedbywał występów na „szklanym ekranie”, z którym po raz pierwszy zetknął się jeszcze w „czasach swierdłowskich” – wystąpił w kilku znanych rosyjskich serialach i filmach telewizyjnych, m.in. w: Królowa Margot w reż. Aleksandra Muratowa z 1996, Tajemnice pałacowych przewrotów Swietłany Drużyniny (odcinkach z lat 2000–2003), adaptacjach powieści: Idiota Dostojewskiego w reż. Władimira Bortki (2003), Turecki gambit Borisa Akunina (2005), Doktor Żywago Borisa Pasternaka w reż. Aleksandra Proszkina (2005), Wojna i pokój Tołstoja w reż. Roberta Dornhelma (2007) czy Taras Bulba Gogola (2008) w reż. Władimira Bortki.
Ma na koncie również kilka ról teatralnych klasycznego repertuaru rosyjskiego, sztuk m.in. Ostrowskiego (Burza, Bankrut) i Czechowa (Wiśniowy sad).
W świecie kina rosyjskiego uważany jest obecnie za „barwnego przedstawiciela rosyjskiej psychologicznej szkoły filmowej”. Dzięki swojej fizjonomii „prostego, wiejskiego człowieka” jego bohaterowie to na ogół skromni i prości ludzie, co w opinii dobrze znających go ludzi wynika z charakteru samego aktora.

## Filmografia (wybór)
- 1969 – Żenia, Żenioczka i „katjusza” (debiut filmowy)
- 1986 – Mój ulubiony klaun (Samonowski)
- 1989 – Awaria – córka gliniarza (ojciec „Awarii”)
- 1990 – Pogrzeb Stalina (epizod)
- 1990 – Sukinsyny (Busygin)
- 1991 – Zaginiony na Syberii (komendant obozu)
- 1992 – Encore, jeszcze raz! (kpt. Lichowol)
- 1993 – Przypadki Makarowa (Wasia)
- 1994 – Życie i nieprzyzwoite przygody żołnierza Iwana Czonkina (przewodniczący kołchozu Gołubiew)
- 1994 – Spaleni słońcem (Kirik)
- 1995 – Muzułmaninin (pastuch Gienaszka)
- 1996 – Królowa Margot (La Huriere)
- 1999 – Cyrulik syberyjski (kpt. Mokin)
- 1999 – Prezydent i jego wnuczka (ochroniarz „Suslik”)
- 2000-2003, 2013 – Tajemnice pałacowych przewrotów (Ostermann)
- 2000 – Córka kapitana (Sawielicz)
- 2003 – Idiota (Lebiediew)
- 2005 – Turecki gambit (gen. Mizinow)
- 2005 – Doktor Żywago (Gromieko)
- 2007 – Wojna i pokój (Kutuzow)
- 2007 – Leningrad (Malinin)
- 2008 – Taras Bulba (ataman koszowy)
- 2009 – Pokój nr 6 (dr Ragin)
- 2011 – Spaleni słońcem 2 (Kirik)
- 2012 – Biały Tygrys (komendant szpitala)
- 2014 – Poddubny (menadżer Podubnego)
- 2017 – Czas pionierów (Siergiej Korolow)
- 2017 – Anna Karenina. Historia Wrońskiego (siwowłosy generał)

## Życie osobiste
Jest żonaty z Zoją Pylnową. Mają trzech synów: Ilję, Aleksieja i Aleksandra – wszyscy trzej są aktorami (seriali TV). Jego młodszy brat Aleksandr również jest popularnym aktorem rosyjskim.

## Ważniejsze nagrody
- 1999 – Ludowy Artysta Federacji Rosyjskiej
- 1993, 1998, 2003 – Nagroda „Nike”
- 1999 – „Złoty Orzeł” za najlepszą, drugoplanową rolę męską w filmie Cyrulik syberyjski
- 1999 – Nagroda Państwowa Federacji Rosyjskiej za rolę w filmie Cyrulik syberyjski
- 2009 – Międzynarodowy Festiwal Filmowy w Moskwie, nagroda za najlepszą rolę męską w filmie Pokój nr 6

## Ciekawostki
- Pomimo wielu późniejszych udanych i nagrodzonych ról, za swoją najbardziej wyrazistą kreację uważa epizodyczny występ w spektaklu dyplomowym – adaptacją sztuki amerykańskiego pisarza Jerome’a Salingera pt. Buszujący w zbożu[1].